# Erika Anderson
Pour les articles homonymes, voir Erika M. Anderson et Anderson.
Erika Anderson est une actrice et mannequin américaine, née le 12 janvier 1963. Elle est principalement connue pour son rôle dans la série Mystères à Twin Peaks ainsi que pour sa participation aux films Freddy 5 (1989) et Zandalee (1991) (aux côtés de Nicolas Cage).

## Biographie
Fille d'un sculpteur, elle grandit à Tulsa, Oklahoma. Diplômée de l'Université de Tulsa en télécommunications et en théâtre, elle commence à travailler pour une station radio locale. Elle débute ensuite une carrière de mannequin, qui la fait voyager dans le monde entier. Lors d'un séjour en  Italie, elle fait ses débuts de comédienne dans un court-métrage expérimental. 
À compter de la fin des années 1980, elle poursuit une carrière d'actrice, continuant en parallèle à faire la couverture de plusieurs magazines en tant que mannequin. Elle joue notamment dans le film d'épouvante Freddy 5 (1989), et aux côtés de Nicolas Cage dans le thriller érotique Zandalee (1991). À la télévision, elle apparaît dans plusieurs séries, dont Mystères à Twin Peaks, où elle interprète le rôle de Jade.
En 2020, elle s'est mariée avec le chanteur Richard Butler.

## Filmographie

### Cinéma
- Lifted (1988)
- Freddy 5 : L'Enfant du cauchemar (1989) .... Greta Gibson
- Zandalee (1991) .... Zandalee Martin
- Quake (1992) .... Jenny
- Object of Obsession (1994) .... Margaret
- Club V.R. (1996) .... Shula
- October 22 (1998) .... Maggie
- Ballad of the Nightingale (1999) .... Isadora Lamont
- Ascension (2000) .... Sarah

### Télévision
- Protect and Surf (1989) (Téléfilm) .... Betty
- Christine Cromwell (1989) (série TV) (1 épisode)
- Mystères à Twin Peaks (1990) (série TV, 3 épisodes) .... Jade / Emerald
- Visitors from the Unknow (1991) (Téléfilm)
- Mortelle amnésie (1991) (Téléfilm) .... Jackie Delaney
- Enquêtes à Palm Springs (1991) (série TV, 1 épisode) .... Bianca Hobson
- Dream On (1992) (série TV, 1 épisode) .... Marina
- Red Shoe Diaries (1993) (segment "Liar's Tale") .... Jo
- Route 66 (1993) (Téléfilm) .... Natalie
- Les Dessous de Palm Beach (1996) (série TV, 1 épisode) .... Ricky Rivers
- Raven : The Return of the Black Dragons (1997) (Téléfilm)